# Stecher (arme)
Pour les articles homonymes, voir Stecher.
Le stecher est, sur une arme à feu, un dispositif rendant la queue de détente plus sensible.

## Stecher à la française

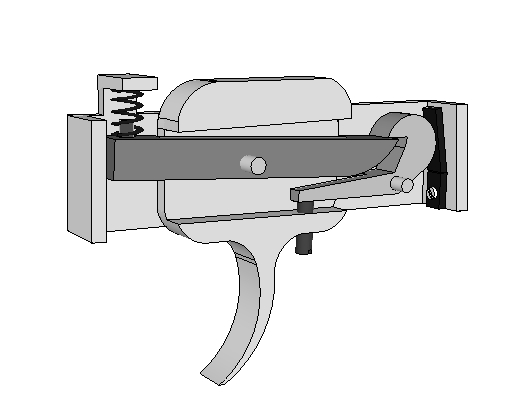
Mécanisme d'un stecher dit « à la française ».

Le stecher à la française s'enclenche en poussant la détente vers l'avant,.
Le stecher à la française a comme origine le mécanisme des pistolets de duel.

## Stecher à l'allemande
Le stecher à l'allemande dispose l'arme de deux détentes. La détente à l'avant permet de tirer, celle à l'arrière sert à enclencher le stecher et à rendre la première beaucoup plus sensible. La détente avant peut être utilisée sans enclencher le stecher,.

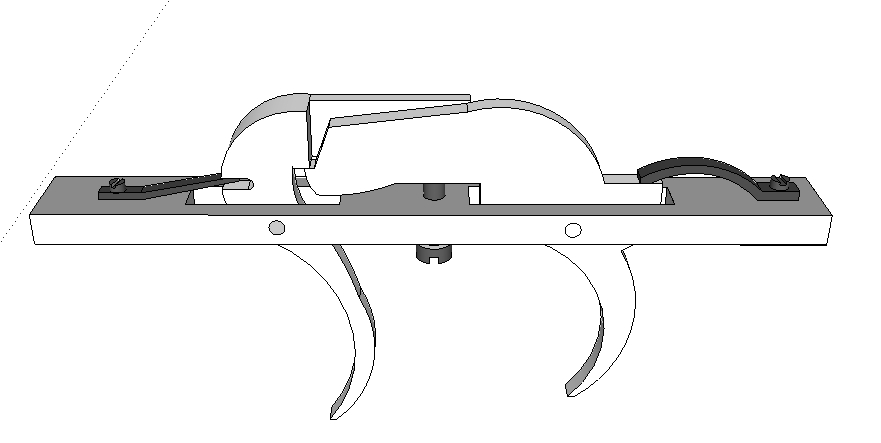
Mécanisme d'un stecher dit « à l'allemande ».